# Capelle (geslacht)
Capelle (ook: Capelle-Burny en: Capelle-Burny  de Selys de Fanson) is een geslacht waarvan leden sinds 1906 tot de Belgische adel behoren.

## Geschiedenis
De stamreeks gaat terug tot Noël Capelle (†1749), burger van Namen, die in 1696 daar trouwde, eerste vermelding van dit geslacht. In 1906 werd Léon Capelle (1850-1918) verheven in de erfelijke Belgische adel; in 1912 verkreeg hij motu proprio de titel van baron, overdraagbaar bij eerstgeboorte. In 1940 verkreeg zijn zoon, eveneens motu proprio, de  titel van graaf, overdraagbaar bij eerstgeboorte, en uitbreiding van de titel baron tot alle afstammelingen die de naam dragen.
Anno 2019 waren er nog twee mannelijke telgen in leven.

### Wapenbeschrijving
- 1906: In goud, een blauw klaverblad, het veld ingebogen gekapt met blauw, met twee gouden ankers. Het schild gedekt met een goud getralieden, gehalsbanden en omboorden, zilveren helm, gevoerd en gehecht van blauw, met wrong en dekkleeden van goud en blauw. Helmteeken: het klaverblad als in het schild, tusschen eene vlucht van goud. Wapenspreuk: 'Spes mea deus' van goud, op een blauw lint.
- 1912: In goud een blauw klaverblad, het veld ingebogen gekapt met blauw, met twee gouden ankers. Het schild gedekt met een goud gekroonden, getralieden, gehalsbanden en omboorden zilveren helm, gevoerd en gehecht van blauw, met dekkleeden van goud en blauw. Helmteeken: een gouden paardekop en hals, tusschen eene vlucht van 't zelfde. Het schild voor [de titularis] daarenboven overdekt met een baronnenkroon en gehouden door twee gouden paarden. Wapenspreuk: 'Spes mea Deus' van goud, op een blauw lint.
- 1940: In goud, een klaverblad van lazuur, het veld ingebogen gekapt <met lazuur> met twee ankers van goud. Het schild overtopt met eenen helm van zilver, gekroond, getralied, gehalsband, en omboord van goud, gevoerd en vastgehecht van lazuur, met dekkleeden van goud en lazuur. Helmteeken: een paardenkop en hals van goud, tusschen eene vlucht van hetzelfde. Wapenspreuk: 'Spes mea Deus' van goud, op een lossen band van lazuur. Het schild getopt voor [de titularis] met eene gravenkroon, en voor [de] andere nakomelingen met eene baronnenkroon en gehouden door twee paarden van goud.

## Enkele telgen
Léon baron Capelle (1850-1918), buitengewoon gezant en gevolmachtigd minister, directeur-generaal van het Ministerie van Buitenlandse Zaken, eerste voorzitter van de Raad van Bestuur van de Stichting van Niederfüllbach, enz.
- Dr. Robert graaf Capelle (1889-1974), diplomaat en secretaris van koning Leopold III
  - Léon graaf Capelle (1927-2005); trouwde in 1950 met jkvr. Marie-Thérèse de Selys de Fanson (1928-2018), dochter van de diplomaat Florent de Sélys de Fanson (1884-1941) en telg uit het geslacht De Selys de Fanson die hertrouwde met Louis Burny, en hun twee kinderen voerden na adoptie door hun stiefvader de naam Capelle-Burny
    - Robert graaf Capelle-Burny de Selys de Fanson (1951), kanselier bij het consulaat-generaal in Montréal, verkreeg voor hem en zijn kinderen in 2010 bij Koninklijk Besluit naamswijziging tot Capelle-Burny  de Selys de Fanson, chef de famille
      - Robert baron Capelle-Burny de Selys de Fanson (1991), vermoedelijke opvolger als chef de famille

### Adellijke allianties
- De Harlez de Deulin (1926), De Selys de Fanson (1950)